# Agepsta
Agepsta (gruz. აგეფსთა; abchaski Аҕьаҧсҭа Agapsta; ros. Агепста, Agiepsta) – góra w Górach Gagryjskich, łańcuchu Wielkiego Kaukazu, na granicy Abchazji i Rosji. Wznosi się 3211 m n.p.m.
Zbocza do wysokości 1700–1800 m n.p.m. porośnięte są jodłą kaukaską i bukiem wschodnim. W wyższych partiach znajdują się łąki alpejskie. Najwyżej, w pobliżu szczytu znajdują się małe lodowce.